# ريتشي بيكر
ريتشي بيكر (بالإنجليزية: Richie Baker)‏ (29 ديسمبر 1987 في المملكة المتحدة - ) هو لاعب كرة قدم بريطاني في مركز الوسط. لعب مع أكسفورد يونايتد وبريستون نورث إيند وستوكبورت كونتي ومانشستر يونايتد ونادي بوري وAFC Fylde ‏ ونادي بارو ونادي تاموورث.

## وصلات خارجية
- ريتشي بيكر على موقع قاعدة بيانات كرة القدم.إي يو (الإنجليزية)
- ريتشي بيكر على موقع Soccerbase.com (لاعب) (الإنجليزية)
- ريتشي بيكر على موقع Soccerway.com (الإنجليزية)